# Benedikt Schwank
Benedikt Schwank, né le 16 avril 1923 à Karlsruhe, et mort le 14 octobre 2016 à Beuron, est un bénédictin allemand et professeur émérite d'archéologie biblique et néo-testamentaire.

## Biographie
Après son Abitur au lycée Bismarck de Carlsruhe, Schwank doit servir dans l'armée pendant la Seconde Guerre mondiale. Il est sérieusement blessé et entre en 1946 à l'archi-abbaye de Beuron. Il fait ses études à l'Institut pontifical biblique de Rome, puis à l'athénée pontifical Saint-Anselme. Il est ordonné en 1952. Il devient professeur d'études néo-testamentaires à l'école supérieure de théologie de l'abbaye de Beuron, en 1955, puis à l'insitut supérieur de philosophie de Munich, tenu par la Compagnie de Jésus. Il enseigne aussi à l'abbaye de la Dormition de Jérusalem.
Le P. Schwank est rédacteur en chef de la revue mensuelle bénédictine Erbe und Auftrag de 1970 à 2005. Il dirige pendant de longues années les journées bibliques de l'abbaye de Beuron. 